# Triaspis caudata
Triaspis caudata är en stekelart som först beskrevs av Christian Gottfried Daniel Nees von Esenbeck 1816.  Triaspis caudata ingår i släktet Triaspis och familjen bracksteklar. Enligt den finländska rödlistan är arten otillräckligt studerad i Finland. Arten är reproducerande i Sverige. Artens livsmiljö är torra gräsmarker. Inga underarter finns listade i Catalogue of Life.